# Алгирдас Буткевичијус
Алгирдас Буткевичијус (литв. Algirdas Butkevičius; Паижериаји, 19. новембар 1958) је политичар и бивши премијер Литваније од 13. новембра 2012. године до 13. децембра 2016. године.
Од 2009. године је председник Социјалдемократске партије Литваније.

## Хронологија образовања и каријере
- 1977. завршио средњу школу Шедува, округ Радвилишкис.
- 1984. дипломирани економиста инжењеринга, Економски факултет, Грађевински институт у Вилњусу
- 1990-1991. дипломирани технички менаџер, Литванска академија менаџмента
- 1995. магистрирао у менаџменту, Технички универзитет у Каунасу
- 1994. стажирао у Академији за менаџмент у Вирцбургу, Немачка. 1998, 1999, 2001. - пракса у Сједињеним Америчким Државама и Данској.
- 2008. докторски студиј из економије
- 1982-1985. ради у Индустријском удружењу "Жемуктехника", округ Вилкавишкис
- 1985-1990. Архитектаа у Извршном одбору округа Вилкавишкис; инспектор у Јединици државног грађевинарства и архитектуре, округ Вилкавишкис
- 1991-1995. Заменик гувернера, округ Вилкавишкис
- 1995-1996. Директор тржишних истраживања и маркетинга, Акционарско друштво АБ Вилкаута
- 1996-2008. члан 7., 8., 9. и 10. сазива Сејмаса, изабран у изборној јединици Вилкавишкис број 68 као кандидат Социјалдемократске партије Литваније. Служио у следећим одборима: Одбор за буџет и финансије (председавајући 2001-2004), Одбор за европске послове (2005—2006) и Одбор за економију (2006—2008)
- 2004-2005. министар финансија, 12. и 13. Владе Републике Литваније
- 2006-2008. министар саобраћаја и веза, 14. Влада Републике Литваније
- 1990-1997. и 2000-2002. члан Општинског већа округа Вилкавишкис
- 1995-1997. члан Општинског одбора округа Вилкавишкис
- 7. децембра 2012. именован за премијера председничким указом